# Sea Otter Sound

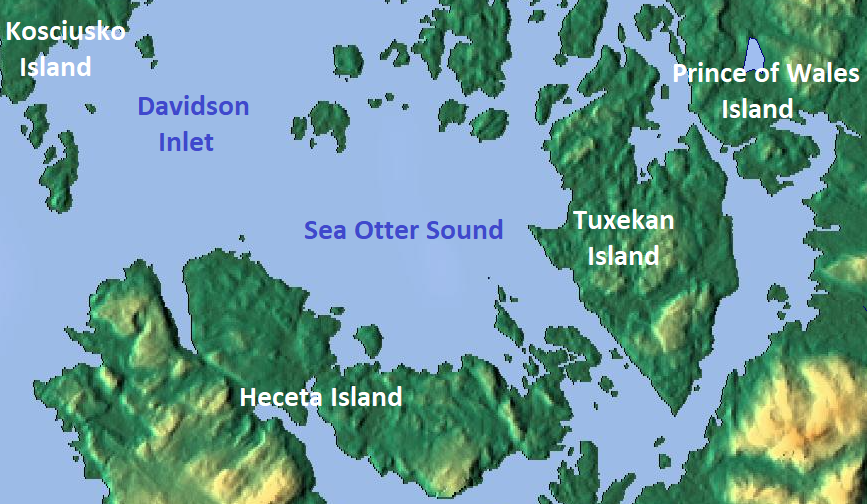
Kaart met de Sea Otter Sound en omliggende eilanden

De Sea Otter Sound is een baai in de Alexanderarchipel in de Alaska Panhandle in het zuidoosten van Alaska in de Verenigde Staten.

## Geografie
De baai heeft een lengte van 13 kilometer en is elf kilometer breed. Ze ligt tussen Heceta Island in het zuiden en een groep kleinere eilanden (waaronder Marble Island en Orr Island) voor de kust van het Prins van Waleseiland in het noorden. In het oosten wordt de baai begrensd door het Tuxekan Island. In het westen mondt de baai uit in de Davidson Inlet. In het zuidoosten mondt de Karheen Passage in de baai uit, in het noordoosten de El Capitan Passage.
Het waterlichaam ligt in de mariene ecoregio Noord-Amerikaans Pacifisch Fjordland.

## Geschiedenis
De naam van deze zeestraat werd in 1883 gegeven door William Healey Dall van de United States National Geodetic Survey en vernoemde het waterlichaam naar de zeeotter.